# Corey Reynolds

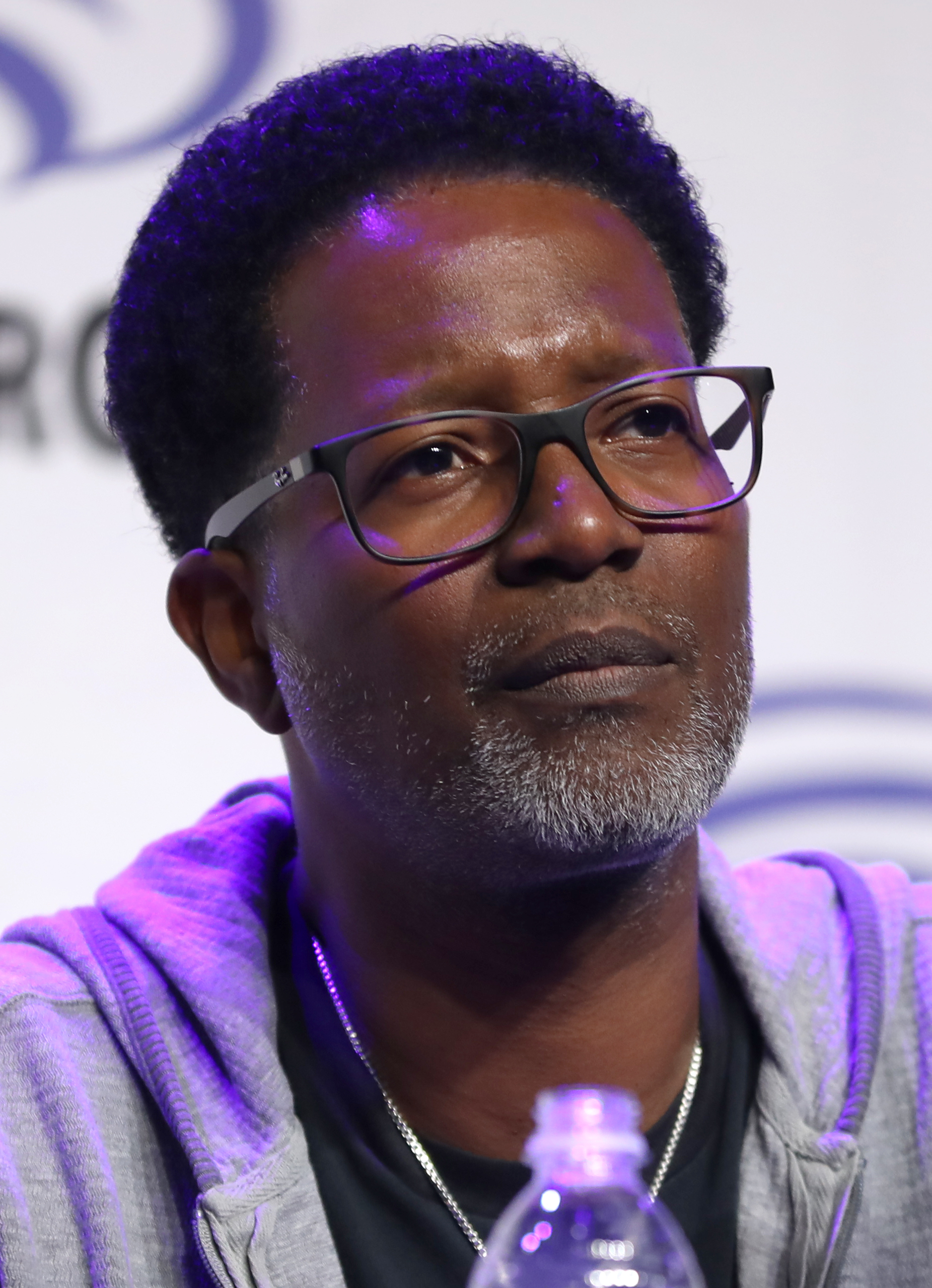
Corey Reynolds (2024)

Corey Reynolds (* 3. Juli 1974 in Richmond, Virginia) ist ein US-amerikanischer Schauspieler und Musicaldarsteller. Größere Bekanntheit erlangte er durch seine Rolle des Seaweed J. Stubbs im Erfolgsmusical Hairspray, in dem er von Juli 2002 bis Juli 2003 regelmäßig auftrat, sowie mit der Fernsehserie The Closer, in der er von 2005 bis 2012 in jeder einzelnen Episode der sieben Staffeln als Sergeant David Gabriel zu sehen war.

## Leben und Karriere
Der im Sommer 1974 in Richmond, Virginia, auf die Welt gekommene Corey Reynolds sammelte bereits während seiner Schulzeit erste Erfahrungen im Schauspielbereich, nahm jedoch nie Gesangs- oder Schauspielunterricht. So trat er an seiner damaligen High School, der Manchester High School in Midlothian, auf die auch namhafte Persönlichkeiten wie D’Angelo, Denny Hamlin oder Sean Marshall gingen, auf der Bühne auf. Etwa Mitte der 1990er Jahre, nachdem er ab einem Alter von 16 Jahren auf sich allein gestellt war, zog es ihn nach Kalifornien, wo er anfangs versuchte, den Durchbruch zu schaffen. Nach Engagements in Revuen wie Smokey Joe’s Cafe oder anderen Produktionen wie dem Musical Saturday Night Fever, mit dem er auch auf Tour ging, kam er im Laufe der Zeit nach New York City, wo er seinen eigentlichen Durchbruch feiern sollte.
Nachdem er für verschiedene Shows vorgesprochen hatte, kam er im Jahr 2002 bei der Premiere des Broadway-Musicals Hairspray als Seaweed J. Stubbs zum Einsatz und hatte diese Rolle schließlich ein Jahr lang bis zum Sommer 2003 inne. In die Besetzung des Musicals kam er erst nach drei verschiedenen Vorsprechen. Für seine Rolle wurde er im Jahr 2003 für einen Tony Award in der Kategorie „Best Performance by a Featured Actor in a Musical“ nominiert und erhielt noch im gleichen Jahr eine weitere Nominierung für einen Drama Desk Award in der Kategorie „Outstanding Featured Actor in a Musical“.
Nach seiner Zeit am Broadway ließ auch seine Karriere in Film und Fernsehen nicht lange auf sich warten. So war er noch im selben Jahr in einer Episode von Eve zu sehen und spielte in der Fernsehserie The Guardian – Retter mit Herz, für die er in zwei verschiedenen Folgen in die Rolle des Robert Bridge schlüpfte. 2004 folgte sein erster nennenswerter Filmauftritt im Publikumserfolg Terminal, in dem in einer Nebenrolle als Waylin zu sehen war. Eine weitere Nebenrolle hatte er auch im 2005 veröffentlichten Film Partner(s), ehe er noch im gleichen Jahr zu seiner wohl bedeutendsten Rolle kam.
2005 wurde er als Sergeant David Gabriel, einer der Hauptcharaktere, in den Cast der Fernsehserie The Closer geholt und trat daraufhin in allen 109 Episoden der Serie auf. Zudem folgten Gastauftritte in Without a Trace – Spurlos verschwunden (2005), CSI: Miami (2007) sowie Private Practice und Navy CIS (beide 2009). Daneben hatte er auch einen „singenden Cameo-Auftritt“ im 2007 veröffentlichten Film Hairspray, in dem man einen in den Jahren zuvor aufgenommenen Song von Reynolds einspielte. 2011 folgte eine Filmrolle als Erzähler in The Wereth Eleven.

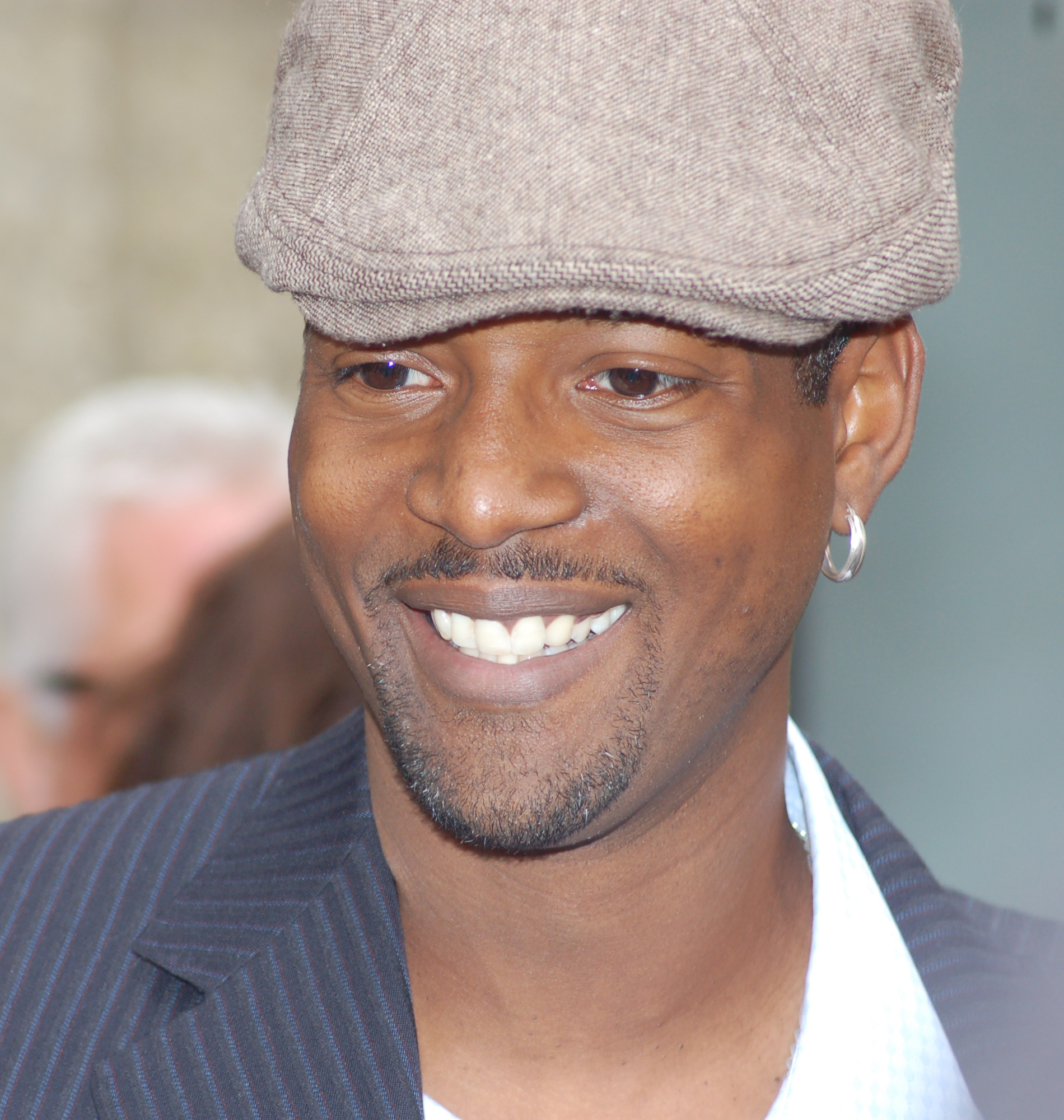
Corey Reynolds im Juni 2009

Der Comic-Liebhaber und Fan der wiederkehrenden Titelfigur des Green-Lantern-Comics John Stewart machte bereits im Jahr 2006 Anmerkungen, an einer Verfilmung der Comics mitwirken zu wollen. So schlug er unter anderem Warner Bros. die Produktion einer dreiteiligen Comicverfilmung vor, für die er in die Rolle des John Stewart schlüpfen wollte, und begann danach umgehend mit den Arbeiten am Drehbuch. Dabei beabsichtigte er auch die eigentliche Titelfigur der Comics, Hal Jordan, sowie die Green Lantern Corps und die Justice League in den folgenden Fortsetzungen einzubringen. Im Juni 2007 beendete er seine Arbeiten am Skript, dem er den Titel Green Lantern: Birth of a Hero gab, und bekam daraufhin auch positives Feedback von Warner Bros. Außerdem wurde ihm eine mögliche Veröffentlichung des Films bis 2010 zugesagt.
Wenig später jedoch ließen die Verantwortlichen das Konzept von Reynolds liegen und engagierten Greg Berlanti als Regisseur und Drehbuchschreiber des Films. Damals entschied man sich, die eigentliche Titelfigur Hal Jordan anstelle von John Stewart als Protagonist des Films zu wählen. Zusätzlich wurden neben Berlanti auch Michael Green und Marc Guggenheim als Drehbuchautoren berufen. Im weiteren Verlauf musste Berlanti im Amt des Regisseurs dem ebenfalls sehr erfahrenen Martin Campbell weichen. Zu einer Veröffentlichung oder anderweitigen Verwendung von Reynolds ursprünglichem Drehbuch kam es bisher nicht. Der letztlich entstandene Film Green Lantern, der mit seinem Namensvetter Ryan Reynolds in der Hauptrolle besetzt wurde, erschien 2011.
Nach kleinen Rollen in den Filmbiografien Selma (2014) und Straight Outta Compton (2015) sowie in der Filmkomödie Mit besten Absichten (2015) war Reynolds in einer Reihe von Fernsehserien wie Castle, Navy CIS: L.A. und Criminal Minds zu sehen. Seit 2021 gehört er als Sheriff Mike Thompson zur Besetzung der Science-Fiction-Serie Resident Alien.

## Filmografie
Filme
- 2004: Terminal (The Terminal)
- 2005: Partner(s)
- 2007: Hairspray (nur Stimme/Gesang)
- 2011: The Wereth Eleven
- 2014: Selma
- 2015: Straight Outta Compton
- 2015: Mit besten Absichten (The Meddler)

Serien
- 2003: Eve (Episode 1x04)
- 2003: The Guardian – Retter mit Herz (The Guardian) (zwei Episoden)
- 2005–2012: The Closer (109 Episoden)
- 2005: Without a Trace – Spurlos verschwunden (Without a Trace) (Episode 3x12)
- 2007: CSI: Miami (Episode 5x19)
- 2007: Private Practice (Episode 1x06)
- 2009: Navy CIS (NCIS) (Episode 7x10)
- 2015: Castle (Episode 8x06)
- 2015: Getting On – Fiese alte Knochen (Getting On, drei Episoden)
- 2016: Murder in the First (zehn Episoden)
- 2016: Masters of Sex (zwei Episoden)
- 2017: Navy CIS: L.A. (NCIS: L.A.) (zwei Episoden)
- 2017: Chicago P.D. (Episode 5x02)
- 2017: SEAL Team (eine Episode)
- 2017/2018: Criminal Minds (zwei Episoden)
- 2019–2020: All American (fünf Episoden)
- 2021–2025: Resident Alien (44 Episoden)

## Auszeichnungen
- 2003: Tony Award in der Kategorie „Best Performance by a Featured Actor in a Musical“ für Hairspray
- 2003: Drama Desk Award in der Kategorie „Outstanding Featured Actor in a Musical“ für Hairspray
- 2006: Screen Actors Guild Award in der Kategorie „Outstanding Performance by an Ensemble in a Drama Series“ für The Closer (zusammen mit einem weiteren sechsköpfigen Ensemble)
- 2007: NAMIC Vision Award in der Kategorie „Best Actor – Drama“ für The Closer
- 2008: Screen Actors Guild Award in der Kategorie „Outstanding Performance by an Ensemble in a Drama Series“ für The Closer (zusammen mit einem weiteren zehnköpfigen Ensemble)
- 2009: Screen Actors Guild Award in der Kategorie „Outstanding Performance by an Ensemble in a Drama Series“ für The Closer (zusammen mit einem weiteren zehnköpfigen Ensemble)
- 2010: Screen Actors Guild Award in der Kategorie „Outstanding Performance by an Ensemble in a Drama Series“ für The Closer (zusammen mit einem weiteren neunköpfigen Ensemble)
- 2010: NAACP Image Award in der Kategorie „Outstanding Supporting Actor in a Drama Series“ für The Closer
- 2011: Screen Actors Guild Award in der Kategorie „Outstanding Performance by an Ensemble in a Drama Series“ für The Closer (zusammen mit einem weiteren zehnköpfigen Ensemble)